# 木兰达河
木兰达河，又称大木兰达河，是黑龙江省木兰县境内的一条河流，为松花江的支流。历史上又称暮棱水、木兰河、穆伦河、木林河、木楞河和大穆伦答河。
发源于小兴安岭余脉的大青顶梁山地区，有两个源头。其一在木兰县东兴镇境内的青峰岭西麓；其二在东兴镇北边的官五爷大山南麓。于六合屯汇合，流向南，经香磨山水库和尖山子峡口，在木兰镇西17公里处注入松花江左岸。
总长110公里。丰水期水面宽36米，水深5.2米、流速1.75米／秒；枯水期水面宽5米，水深0.17米，流速0.35米／秒。